# 1-я пехотная дивизия (Российская империя)

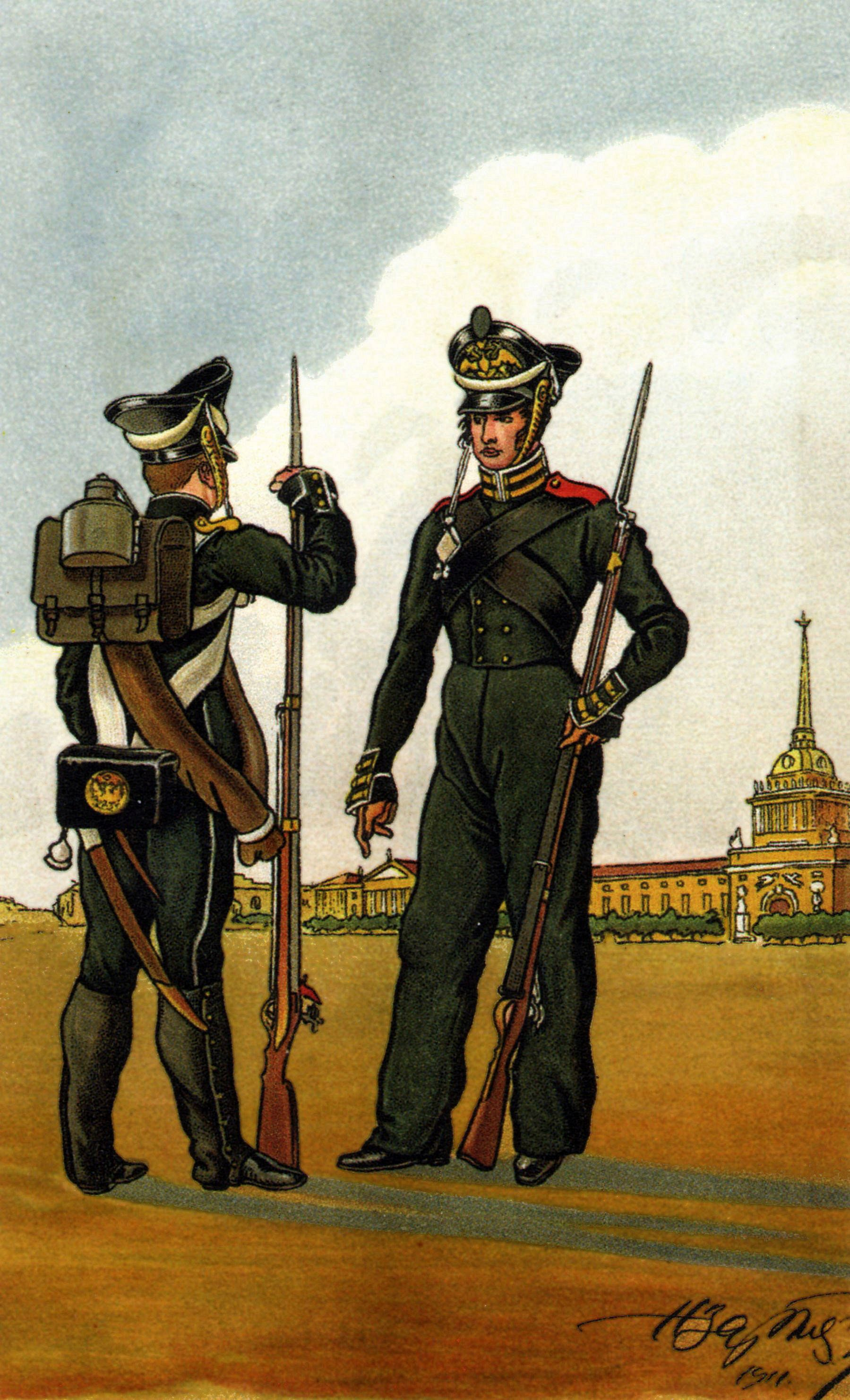
Фузилёр 3-го Морского полка (зимняя форма; слева) и матрос Гвардейского экипажа (зимняя форма), из серии «Русская армия в 1812 году».

1-я пехотная дивизия — пехотное соединение Русской императорской армии. С 1877 года входила в состав 13-го армейского корпуса.
Штаб-квартира дивизии: Псков (1820), Рига (1837), кр. Брест-Литовск (1849), Митава (1861), Шавли (1863), Смоленск (1866), Смоленск (1878), Москва (1881), Москва (1885), Смоленск (1892), Смоленск (1914). С 1877 года входила в 13-й армейский корпус.

## История
В XIX веке дивизия стала основным оперативно-тактическим соединением в вооружённых силах многих государств мира. В Русской армии в конце XVIII века дивизии были переименованы в инспекции. В 1806 году дивизионная организация войск в России была восстановлена.
1-я пехотная дивизия сформирована 17 января 1811 года как 25-я дивизия (с 31.03.1811 — 25-я пехотная).
Наименования:
- 17.01.1811 — 20.05.1820 — 25-я пехотная дивизия
- 20.05.1820 — 1914 — 1-я пехотная дивизия
- 1914—1915 — Отдельная пехотная бригада
- 1915—1916 — 1-я отдельная пехотная дивизия
- 1916—1918 — 1-я пехотная дивизия

## Состав

### На 1812 год
В 1812 году в состав дивизии входили:
- 1-я бригада
  - 1-й морской полк
  - 2-й морской полк
- 2‑я бригада
  - 3-й морской полк
  - Воронежский пехотный полк[~ 1]
- 3‑я бригада
  - 31‑й егерский полк
  - 47‑й егерский полк
- 25‑я полевая артиллерийская бригада

Сразу после сформирования дивизия дислоцировалась на территории Великого княжества Финляндского и входила в состав Финляндского корпуса.
24 мая 1833 дивизия была переформирована в составе двух бригад. Входившие в дивизию морские и егерские полки были слиты с Невским, Софийским, Нарвским и Копорским полками, ранее состоявшими в расформированной 4-й пехотной дивизии.

### С 1833 г. — по состоянию на кон. XIХ — нач. XX вв.
Состав дивизии (с 1833 г., наименования частей — по состоянию на кон. XIХ — нач. XX вв.):
- 1-я бригада (Смоленск)
  - 1-й пехотный Невский Его Величества Короля Эллинов полк
  - 2-й пехотный Софийский Императора Александра III полк
- 2-я бригада (Смоленск)
  - 3-й пехотный Нарвский Генерал-Фельдмаршала Князя Михаила Голицына полк
  - 4-й пехотный Копорский Генерала Графа Коновницына полк
- 1-я артиллерийская бригада (Вязьма)

### Боевые действия
- С началом Отечественной войны 1812 г. полки 1‑й и 2‑й бригад отправились из Финляндии по суше на соединение с 1‑м отдельным пехотным корпусом генерал-лейтенанта П. Х. Витгенштейна, но 2‑й морской полк был задержан в Новгороде для обучения ополчения и прибыл к корпусу только в декабре 1812. 3‑й морской полк был оставлен в С.-Петербурге для обучения ополчения. Полки 3‑й бригады в конце августа 1812 морем прибыли в Ревель, затем совершили переход под Ригу. В 1813 полки дивизии под командованием генерал-майора А. Э. Пейкера в составе 4‑го пехотного корпуса генерала-лейтенанта Ф. Ф. Левиза находились при осаде Данцига.
- В 1830—1831 дивизия участвовала в боевых действиях против польских инсургентов.
- В 1877—1878 дивизия принимала участие в русско-турецкой войне, в частности, освободив г. Разград.
- Весна 1905 — В составе корпуса отправлена железной дорогой в Маньчжурию для участия в русско-японской войне.
- Ноябрь 1905 — Выдвинулась к месту постоянной дислокации.
- Конец 1906 — Вернулась на зимние квартиры, задержавшись для подавления революционных выступлений в Сибири.
- Август 1914 — Вошла в состав 2-й армии Северо-Западного фронта.
- 4 августа — 2 сентября 1914 — Участвовала в Восточно-Прусской операции, в ходе которой была уничтожена.
- 13 декабря 1914 — Расформирована.
- Декабрь 1915 — Восстановлена.
- 15 января — 1 мая 1916 — В составе 12-й армии.
- 21 июня — 17 июля 1916 — В составе 1-й армии.
- 1 августа — 11 ноября 1916 — В составе 12-й армии.
- 15 ноября 1916 — 16 июля 1917 — В составе 5-й армии.
- Июль — декабрь 1917 — В составе 12-й армии Северного фронта.

## Командование дивизии
(Командующий в дореволюционной терминологии означал временно исполняющего обязанности начальника или командира. Должности начальника дивизии соответствовал чин генерал-лейтенанта, и при назначении на эту должность генерал-майоров они оставались командующими до момента своего производства в генерал-лейтенанты).

### Начальники дивизии

#### Начальники 25-й пехотной дивизии
- 17.01.1811 — 29.10.1811 — генерал-майор Ширков, Павел Семёнович
- 29.10.1811 — 29.08.1814[~ 2] — генерал-майор Башуцкий, Павел Яковлевич
  - хх.08.1813 — 15.09.1813 — командующий полковник Ведемейер, Александр Иванович
  - 15.09.1813 — 29.08.1814 — командующий генерал-майор Пейкер, Александр Эммануилович
- 29.08.1814 — 01.01.1818 — генерал-лейтенант Вельяминов, Иван Александрович

#### Начальники 1-й пехотной дивизии
- 17.01.1818 — 19.10.1821 — генерал-лейтенант Лаптев, Василий Данилович
- 19.10.1821 — 16.02.1822 — командующий генерал-майор Пейкер, Александр Эммануилович
- 16.02.1822 — 19.12.1823 — генерал-лейтенант Гельфрейх, Богдан Борисович
- 19.12.1823 — 11.02.1828[~ 3] — генерал-майор (с 22.08.1826 генерал-лейтенант) Пейкер, Александр Эммануилович
- 17.04.1827 — 03.05.1831 — командующий (с 11.02.1828 начальник) генерал-майор (с 25.06.1829 генерал-лейтенант) Жерве, Александр Карлович
- 17.03.1831 — 04.02.1839 — генерал-майор (с 03.05.1831 генерал-лейтенант) Мандерштерн, Карл Егорович
  - 09.05.1832 — 30.08.1832 — командующий генерал-лейтенант Обручев, Владимир Афанасьевич
- 04.02.1839 — 09.02.1842 — командующий генерал-майор Свиты барон Ренненкампф, Павел Яковлевич
- 09.02.1842 — 22.07.1848 — генерал-лейтенант Фези, Карл Карлович
  - лето 1846 — генерал-майор Самарин, Василий Максимович (временно)
- 03.08.1848 — 06.12.1849 — генерал-майор (c 06.12.1848 генерал-лейтенант) Карнеев, Николай Михайлович
- 06.12.1849 — 17.11.1852 — генерал-лейтенант Довбышев, Григорий Данилович
- 17.11.1852 — 17.09.1855 — генерал-лейтенант фон Рейтерн, Магнус Магнусович
- 17.09.1855 — 12.06.1858 — генерал-лейтенант Кушелев, Андрей Сергеевич
- 12.06.1858 — 18.10.1864 — генерал-майор (с 08.09.1859 генерал-лейтенант) фон Майдель, Егор Иванович
- 18.10.1864 — 18.07.1869[~ 4] — генерал-лейтенант Шейдеман, Карл Фёдорович
- 30.08.1869 — 13.01.1876 — генерал-лейтенант Свечин, Владимир Константинович
- 13.01.1876 — после 01.04.1880 — генерал-майор (с 30.08.1876 генерал-лейтенант) Прохоров, Дмитрий Дмитриевич
- 14.08.1880 — 03.09.1883[~ 4] — генерал-майор (с 30.08.1880 генерал-лейтенант) Попов, Михаил Герасимович
- 06.10.1883 — 10.08.1887 — генерал-лейтенант Бардовский, Николай Фёдорович
- 16.09.1887 — 12.08.1892 — генерал-майор (с 30.08.1888 генерал-лейтенант) Челищев, Алексей Александрович
- 24.08.1892 — 09.01.1900 — генерал-майор (с 30.08.1892 генерал-лейтенант) Шульгин, Михаил Михайлович
- 17.02.1900 — 09.12.1904 — генерал-лейтенант Пенский, Владимир Васильевич
- 28.12.1904 — 09.01.1906 — командующий генерал-майор Столица, Евгений Михайлович
- 19.01.1906 — 29.05.1907 — генерал-лейтенант Богуцкий, Фёдор Кононович
- 21.06.1907 — 16.06.1910 — генерал-лейтенант Зуев, Дмитрий Петрович
- 02.07.1910 — 17.08.1914[~ 5] — генерал-лейтенант Угрюмов, Андрей Александрович
  - с 02.12.1914 — генерал-майор Кареев, Пётр Николаевич (временный командующий)
- 05.03.1916 — 18.05.1917 —  командующий генерал-майор Кондратович, Лука Лукич
- 18.05.1917 — хх.хх.хххх — командующий генерал-майор Жуковский, Сильвестр Константинович

### Начальники штаба дивизии
Должность начальника штаба дивизии была введена 1 января 1857 года.
- 01.01.1857 — 11.08.1864 — подполковник (с 30.08.1859 полковник) Нарбут, Александр Николаевич
- 24.08.1864 — 10.09.1866 — полковник Корево, Антон Ксаверьевич (Наримунович)
- 16.09.1866 — 10.06.1872[4] — подполковник (с 20.04.1869 полковник) Духонин, Михаил Лаврентьевич
- 10.06.1872[5] — 31.10.1877 — подполковник (с 08.04.1873 полковник) Лесли, Дмитрий Николаевич
- 06.12.1877 — 29.12.1877 — полковник Пичугин, Пётр Аристархович
- 17.01.1878 — 27.05.1879 — полковник Марков, Михаил Илларионович
- 07.06.1879 — 17.10.1884 — полковник Шурупов, Клементий Михайлович
- 17.10.1884 — 05.11.1889 — полковник Масловский, Дмитрий Фёдорович
- 16.11.1889 — хх.хх.1890 — полковник Краевский, Владимир Иванович
- 23.09.1890 — 10.05.1892 — полковник Поляков, Владимир Алексеевич
- 10.05.1892 — 04.02.1898 — полковник Иванов, Михаил Никитич
- 30.03.1898 — 08.07.1901 — полковник Ресин, Александр Алексеевич
- 25.10.1901 — 04.10.1904 — полковник барон фон Таубе, Александр Александрович
- 20.10.1904 — 02.08.1910 — подполковник (с 06.12.1905 полковник) Дорман, Михаил Антонович
- 02.08.1910 — 19.06.1912 — полковник Давыдов, Александр Фёдорович
- 01.08.1912 — 16.08.1914[~ 6] — полковник Кащеев, Иван Александрович
- 15.04.1916 — 02.12.1916 — и. д. подполковник Глаголев, Василий Павлович
- 10.12.1916 — 12.05.1917 — полковник (с 02.04.1917 генерал-майор) Георгиевский, Александр Герасимович
- 15.06.1917 — 02.01.1918 — и. д. полковник Покровский, Николай Васильевич
- 02.01.1918 — хх.хх.1918 — и. д. капитан Гусаковский, Пётр Николаевич

### Командиры 1-й бригады
В период с 28 марта 1857 по 30 августа 1873 должности бригадных командиров были упразднены.
В восстановленной в 1916 году 1-й пехотной дивизии была оставлена должность только одного бригадного командира, именовавшегося командиром бригады 1-й пехотной дивизии.
- 17.01.1811 — 11.05.1824 — полковник (с 15.09.1813 генерал-майор) Пейкер, Александр Эммануилович
- 19.03.1826 — 28.03.1827 — генерал-майор барон Людингаузен-Вольф, Иван Павлович
- 03.04.1827 — 21.10.1830 — генерал-майор Офросимов, Константин Павлович
- 21.10.1830 — 17.03.1831 — генерал-майор Мандерштерн, Карл Егорович
- 22.06.1831 — 22.12.1832 — генерал-майор барон Притвиц, Павел Карлович
- 22.12.1832 — 04.05.1833 — командующий полковник Обрадович, Ефим Николаевич
- 24.05.1833 — 15.11.1836 — генерал-майор Баранов, Евстафий Евстафьевич
- 15.11.1836 — 10.08.1837 — генерал-майор Брозе, Александр Мартынович
- 10.08.1837 — 20.05.1841 — генерал-майор Лисецкий, Антон Григорьевич
- 20.05.1841 — 01.01.1846 — генерал-майор Кауфман, Пётр Фёдорович
- 01.01.1846 — 08.08.1853[~ 7] — генерал-майор Гурьев, Семён Алексеевич
- 24.09.1853 — 23.11.1855 — генерал-майор Алопеус, Яков Самойлович
- 23.11.1855 — 18.03.1856 — генерал-майор Фёдоров, Дмитрий Петрович
- 18.03.1856 — 12.11.1856 — генерал-майор Семёнов, Степан Васильевич
- 30.08.1873 — 19.05.1881 — генерал-майор Вуяхевич, Алексей Авимович
- 19.05.1881 — 24.08.1892[~ 8] — генерал-майор Шульгин, Михаил Михайлович[~ 9]
- 12.09.1892 — 09.10.1899 — генерал-майор Бородин, Василий Николаевич
- 24.10.1899 — 27.08.1903 — генерал-майор Дубяго, Александр Егорович
- 11.09.1903 — 14.01.1905 — генерал-майор Ходнев, Иван Дмитриевич
- 14.01.1905 — 21.05.1910 — генерал-майор Деви, Владимир Петрович
- 21.05.1910 — 19.07.1914 — генерал-майор Болдырев, Николай Ксенофонтович
- 29.07.1914 — 18.08.1914[~ 10] — генерал-майор Сайчук, Афанасий Семёнович
- 04.11.1914 — 02.12.1914 — генерал-майор Кареев, Пётр Николаевич
- 05.04.1916 — 18.05.1917 — полковник (с 08.11.1916 генерал-майор) Жуковский, Сильвестр Константинович
- 18.05.1917 — хх.хх.хххх — полковник (с 21.11.1917 генерал-майор) Редькин, Николай Хрисанфович

### Командиры 2-й бригады
- 17.01.1811 — 27.01.1811 — генерал-майор Сназин, Иван Терентьевич
- 27.01.1811 — 24.02.1812 — полковник (с 01.11.1811 генерал-майор) Гамен, Алексей Юрьевич
- 24.02.1812 — 10.03.1819 — полковник (с 30.09.1813 генерал-майор) Наумов, Михаил Фёдорович
- 10.03.1819 — 25.07.1820 — генерал-майор Керн, Ермолай Фёдорович
- 25.07.1820 — 02.12.1820 — генерал-майор Дурново, Иван Николаевич
- 01.01.1821 — 06.10.1822 — генерал-майор Барышников, Павел Петрович
- 06.10.1822 — 04.01.1825 — генерал-майор Ичков, Николай Николаевич
- 17.01.1825 — 12.11.1827 — генерал-майор Ульрих, Василий Яковлевич
- 12.11.1827 — 08.05.1829 — генерал-майор Габбе, Александр Андреевич
- 19.05.1829 — 18.01.1831 — генерал-майор Добрынин, Николай Иванович
- 18.01.1831 — 06.10.1831 — генерал-майор Петерсен, Иван Фёдорович
- 03.11.1831 — 24.05.1833 — генерал-майор Баранов, Евстафий Евстафьевич
- 06.06.1833 — 03.03.1835 — генерал-майор барон Фридерикс Борис Андреевич
- 03.03.1835 — 15.10.1836 — генерал-майор Толстой, Владимир Андреевич
- 15.10.1836 — 06.02.1837 — генерал-майор Боровской, Александр Фёдорович
- 06.02.1837 — 20.05.1841 — генерал-майор Кауфман, Пётр Фёдорович
- 20.05.1841 — 01.01.1846 — генерал-майор Лисецкий, Антон Григорьевич
- 01.01.1846 — 02.12.1849 — генерал-майор Гернет, Фердинанд Христофорович
- 06.12.1849 — 02.11.1856 — генерал-майор Юрьев, Иван Петрович
- 30.08.1873 — 18.02.1874[~ 11] — генерал-майор Амантов, Афанасий Мартынович
- 03.03.1874 — 07.04.1874 — генерал-майор Тихменев, Михаил Павлович
- 07.04.1874 — 02.09.1882 — генерал-майор Дудинский, Михаил Фёдорович
- 22.09.1882 — 13.05.1886 — генерал-майор Снарский, Александр Францевич
- 13.05.1886 — 14.02.1894 — генерал-майор Шелковников, Владимир Яковлевич
- 26.02.1894 — 12.08.1902 — генерал-майор Поль, Александр Карлович
- 16.09.1902 — 31.10.1906 — генерал-майор Корвин-Пиотровский, Пётр Александрович
- 14.11.1906 — 21.12.1908 — генерал-майор Якубинский, Владимир Петрович
- 07.01.1909 — 19.07.1914 — генерал-майор Чижов, Михаил Иванович

### Командиры 3-й бригады
В 1833 3-я бригада расформирована.
- 17.01.1811 — 29.08.1814 — полковник Ведемейер, Александр Иванович
- 29.08.1814 — 01.04.1816 — генерал-майор Гамен, Алексей Юрьевич
- 30.08.1816 — 11.09.1816 — генерал-майор Экельн, Филипп Филиппович
- 11.09.1816 — 18.02.1819 — генерал-майор Менгден, Михаил Александрович
- 06.04.1819 — 21.11.1823[~ 12] — генерал-майор Магденко, Михаил Семёнович
- 12.12.1823 — 21.10.1830 — генерал-майор Петерсен, Иван Фёдорович
- 21.10.1830 — 05.11.1831 — генерал-майор Офросимов, Константин Павлович
- 05.11.1831 — 22.12.1832 — командующий полковник Обрадович, Ефим Николаевич
- 22.12.1832 — 24.05.1833 — генерал-майор барон Притвиц, Павел Карлович

### Помощники начальника дивизии
В период с 28 марта 1857 года по 30 августа 1873 года помощники начальника дивизии фактически являлись бригадными командирами.
- 28.03.1857 — 16.05.1861 — генерал-майор Корнилович, Пётр Петрович
- 16.05.1861 — 14.06.1862 — генерал-майор Ваксель, Леонид Николаевич
- 14.06.1862 — 21.01.1869 — генерал-майор Плаксин, Иван Семёнович
- 21.01.1869 — 04.03.1869 — генерал-майор Черкесов, Антон Антонович
- 04.03.1869 — 30.08.1873[~ 13] — генерал-майор Вуяхевич, Алексей Авимович

### Командиры 1-й артиллерийской бригады
Номер в наименовании артиллерийской бригады изменялся параллельно с номером пехотной дивизии, к которой бригада была приписана.
До 1875 г. должности командира артиллерийской бригады соответствовал чин полковника, а с 17 августа 1875 г. - чин генерал-майора.
- 14.02.1811 — 02.05.1816 — полковник Аргун, Григорий Давыдович
- 02.05.1816 — 28.12.1816 — полковник Вербовский, Платон Васильевич
- 10.01.1817 — 12.12.1819 — полковник Дитерикс, Андрей Иванович
- 16.01.1820 — 01.01.1827 — полковник Зварковский, Николай Акимович
- 01.01.1827 — 25.03.1832 — полковник Потёмкин, Николай Васильевич
- 13.05.1832 — 08.08.1836 — полковник Карлевич, Яков Иванович
- 08.08.1836 — 28.02.1842 — полковник Ключарев, Дмитрий Игнатьевич
- 28.02.1842 — 03.01.1850 — полковник (с 06.12.1847 генерал-майор) Котович, Павел Иванович
- 03.01.1850 — 17.02.1850 — полковник Немчинов, Александр Петрович
- 17.02.1850 — 09.03.1857[~ 14] — полковник (с 11.04.1854 генерал-майор) Шанторов, Григорий Алексеевич
- 12.04.1857 — 24.09.1863 — полковник Пахомов, Пётр Алексеевич
- 02.12.1863 — после 01.10.1866 — полковник Марков, Пётр Александрович
- 16.12.1866 — хх.хх.1872 — полковник Мейбаум, Владимир Егорович
- хх.хх.1872 — 15.05.1875 — полковник Прейс, Иван Варфоломеевич
- 15.05.1875 — 26.08.1885 — генерал-майор Симанов, Дмитрий Степанович
- 05.09.1885 — 13.07.1892 — генерал-майор Волоцкой, Павел Львович
- 13.07.1892 — 20.11.1897 — генерал-майор Ярошев, Владимир Николаевич
- 20.11.1897 — 19.01.1901 — генерал-майор Шукевич, Людвиг-Северин Иванович
- 24.02.1901 — 12.06.1906 — генерал-майор Бодзенто-Беляцкий, Владимир Данилович
- 27.06.1906 — 21.11.1907 — генерал-майор Мезенцов, Владимир Петрович
- 21.11.1907 — 30.04.1910 — генерал-майор Развадовский, Дмитрий Александрович
- 30.04.1910 — 30.04.1912 — генерал-майор Огурецкий, Иван Фёдорович
- 19.05.1912 — 31.03.1917— генерал-майор Ползиков, Пётр Александрович
  - на 08.1914 — полковник Христинич, Александр Александрович (временный командующий)[~ 15]
- 28.04.1917 — хх.хх.хххх — полковник (с 10.06.1917 генерал-майор) Мильковский, Александр Степанович

## Комментарии
1. ↑  Сформирован 17 января 1811 года, в 1833 году присоединён к Полтавскому пехотному полку.
2. ↑  Формально г.-м. П. Я. Башуцкий являлся начальником 25-й пех. дивизии до 19.08.1814, однако с августа 1813 он занимал пост командира корпуса в Резервной армии, а с 22.06.1814 был уволен в отпуск до излечения болезни. В связи с этим он не мог исполнять обязанности начальника дивизии.
3. ↑  С 17.04.1827 уволен в отпуск до излечения болезни.
4. 1 2  Умер в должности.
5. ↑  17.08.1914 попал в плен в Восточной Пруссии.
6. ↑  Погиб в бою 16.08.1914.
7. ↑  Умер в должности.  Высочайшим приказом от 19.08.1853 исключён из списков умершим.
8. ↑  Даты приведены по «Списку генералам по старшинству» от 1 мая 1895 (С. 369), в «Списке генералам по старшинству» от 1 мая 1890 года (С. 464) Шульгин также значится на этой должности.
9. ↑  В «Списке генералам по старшинству» от 1 мая 1895 (С. 350) и в ряде других списков командиром этой бригады в период 14.11.1888 — 29.09.1890 значится генерал-майор Шмит, Константин Конрадович. На самом деле он в этот период командовал 1-й бригадой 1-й гвардейской пехотной дивизии, см. например «Список генералам по старшинству» от 1 мая 1890 года (С. 453).
10. ↑  Захвачен в плен, скончался 1 сентября 1914 года.
11. ↑  Умер в должности. Высочайшим приказом от 03.03.1874 исключен из списков умершим.
12. ↑  Умер в должности. Высочайшим приказом от 21.11.1823 исключён из списков умершим.
13. ↑  После восстановления 30 августа 1873 года должностей бригадный командиров назначен командиром 1-й бригады этой же дивизии.
14. ↑  Умер в должности. Высочайшим приказом от 09.03.1857 исключён из списков умершим.
15. ↑  Командир 2-го дивизиона 1-й абр, командовал бригадой вместо П. А. Ползикова, не участвовавшего в походе в Восточную Пруссию; погиб в бою.